# Ботанічний сад Бакау
Ботанічний сад Бакау (англ. Bakau Botanical Gardens) — ботанічний сад у місті Бакау (Гамбія). Заснований 1924 року.

## Колекції
- Колекція рослин Південно-Східної Азії: Commelina benghalensis, Asystasia gangetica, Bauhinia monandra, Plumeria alba, Quisqualis indica, Stachytarpheta indica,
- Колекція рослин Америки: Anacardium occidentale, Lantana camara,
- Колекція рослин Європи і Сибіру: Nerium oleander,
- Флора Гамбії: Adansonia digitata, Borassus aethiopum, Elaeis guineensis, Eulophia guineensis, Ficus lutea, Heliconia psittacorum, Ipomoea stolonifera, Hymenocallis littoralis, Kigelia africana, Macrosphyra longistyla, Neocarya macrophylla, Calotropis procera, Scadoxus multiflorus.